# Cafferata
Cafferata é uma comuna da província de Santa Fé, na Argentina.